# Cabochard
Lucas Simon-Meslet, plus connu sous le nom de Cabochard, est un joueur professionnel français de League of Legends ayant évolué au poste de top laner. Il a auparavant joué pour plusieurs équipes au plus haut niveau Européen en LCS, ancien nom de la LEC, avec Gambit Gaming, Ninjas in Pyjamas et Team Vitality, participant même aux championnats du monde de League of Legends en 2018 avec cette dernière puis a rejoint la Karmine Corp en 2021, glanant de nombreux titres avec cette dernière.

## Biographie
Né le 15 avril 1997, il commence à jouer à League of Legends grâce à la recommandation d'un ami. C'est à la suite de sa première expérience de LAN qu'il commence à penser à un avenir en tant que joueur professionnel.

## Carrière

### Saison 3
Le premier tournoi notable de Cabochard a lieu à la Paris Games Week 2013, où il participe avec Escape the Ninja Pandas. L'équipe termine à la troisième place du tournoi. Peu de temps après, Cabochard rejoint l'équipe Heavy Botlane.

### Saison 2014
Après un court passage chez Heavy Botlane, Cabochard rejoint Coreplay tout juste après le début de saison. Durant sa présence dans l'effectif, l'équipe réussi à se qualifier pour les demi-finales de l'International Invitational Tournament 3, ne perdant que face à l'équipe européenne de Cloud9, Cloud 9 Eclipse. Après le tournoi, l'équipe est dissoute et Cabochard est contraint de trouver une nouvelle équipe.
Il rejoint d'abord GSI Gaming, pour qui il ne jouera aucun match officiel. Il signe ensuite chez Gambit Gaming en tant que remplaçant temporaire puis est récupéré par Ninjas in Pyjamas (NiP). Son premier tournoi avec NiP était la Summer Series #2. L'équipe a terminé 2e du tournoi, perdant face à l'équipe académie de SK Gaming en finale. Il a également participé et remporté avec son équipe le FACEIT Challenger Invitational 3. La performance de NiP lors du segment d'été leur ont assuré leur place pour les play-offs d'été. L'équipe a finalement terminé 4e, perdant contre Unicorns of Love dans le match pour la 3e place. L'équipe a ensuite participé au FACEIT Gamescom Challenge et terminé 2e, s'inclinant face à H2k-Gaming en finale. L'équipe a également obtenu une 3e place à la Black Monster Cup Europe Fall 2014. Peu de temps après, Ninjas in Pyjamas s'est dissous et Cabochard a rejoint Gambit Gaming.

### Saison 2015
Après avoir été élu par les fans, Gambit Gaming a été invité à l'IEM Cologne. Ils ont réussi à remporter le tournoi après avoir battu Counter Logic Gaming en finale et se sont donc qualifiés pour le championnat du monde IEM Season IX .
Gambit Gaming a réussi le segment de printemps des LCS EU 2015, terminant 4e de la saison régulière, en partie grâce aux performances impressionnantes de Cabochard sur les champions Kennen et Morgana. En séries éliminatoires, ils ont été battus 3-1 par Unicorns Of Love en quarts de finale.
Lors des IEM Saison IX - World Championship, après une défaite au premier tour contre le CJ Entus, l'équipe Gambit a été définitivement éliminée après une défaite contre l'équipe chinoise WE au premier tour du groupe des perdants.
Cabochard et l'équipe ont eu un segment d'été décevant, terminant finalement la saison régulière à la 8e place et forçant l'équipe à jouer un barrage de promotion-relégation pour le segment de printemps 2016. Opposé à Mousesports, Gambit Gaming remporte la série et assure leur place au segment de printemps 2016.

### Saison 2016
Cabochard rejoint Team Vitality après que l'organisation ait racheté la place LCS de Gambit. Le 14 décembre 2016, la signature pour un du top laner français est officiellement annoncée. Il est le seul membre de l'équipe Gambit à rester dans l'effectif de Vitality.
Avec Shook, Nukeduck, Hjärnan et kaSing, l'équipe était considérée comme l'une des meilleures formations du LCS. Vitality a terminé le segment de printemps à la troisième place derrière H2k et la surprise G2 Esports. Cependant, lors des quarts de finale des play-offs, ils ont été contrariés par Fnatic, pourtant seulement sixièmes.
Le segment estival se passe beaucoup moins bien puisqu'ils terminent à une décevante septième place.

### Saison 2017
Les deux segments de Vitality sont décevants en 2017 puisque l'équipe se classe quatrième de leur groupe et ne se qualifient donc pas pour les play-offs.

### Saison 2018
Pour cette nouvelle saison, la structure voit les choses en grand et reconstruit complètement son effectif, en changeant tous ses joueurs à l'exception de Cabochard. Le segment de printemps est encourageant puisque l'équipe parvient enfin à se requalifier pour les play-offs, tombant en demi-finale face à Fnatic, futur vainqueur de la compétition. 
Lors du segment d'été, Vitality se classe deuxième et accède une nouvelle fois aux play-offs. Ils échoueront une nouvelle fois en demi-finale face à Schalke 04 mais leur victoire pour le match de la 3e place face à Misfits Gaming leur permettra d'accéder à leur tout premier championnat du monde de League of Legends.
Pour cette compétition, Vitality se retrouve dans une poule relevée, composée de l'équipe chinoise demi-finaliste sortante Royal Never Give Up, l'équipe coréenne Gen.G et l'équipe américaine Cloud9. La structure française y produira son meilleur niveau, battant notamment les chinois par deux fois et où Cabochard se distinguera en obtenant le titre de MVP[Quoi ?] sur un des matchs. Ils réussiront également à battre une fois les coréens mais échoueront à se qualifier pour la phase finale en tombant valeureusement face à Cloud9.

### Saison 2019
Les résultats de la saison 2019 ne confirment pas les promesses de la saison passée. L'équipe termine sixième des deux segments, se qualifiant tout juste pour les play-offs mais se faisant directement éliminer dès le premier tour. Cabochard est consultant en plateau lors de la finale du championnat du monde de League of Legends organisé à Paris en novembre 2019.

### Saison 2020
Le bilan sportif de sa saison 2020 est catastrophique. Capitaine de Vitality, Cabochard termine dernier du segment de printemps et avant-dernier du segment estival. À la fin de la saison, il n'est pas maintenu dans l'effectif et se retrouve sans contrat.

### Saison 2021
Cabochard rejoint la Karmine Corp juste avant le début du segment d'été afin de remplacer Adam « Adam » Maanane en partance en LEC chez Fnatic. Il s'intègre parfaitement à la dynamique de l'équipe avec laquelle il termine premier de la phase régulière du segment d'été de LFL et remporte les EU Masters. Cependant, il échouera à remporter le titre Summer ainsi que les finales de LFL, échouant coup sur coup en finale face aux Misfits Premier.

### Saison 2022
Cette section ne s'appuie pas, ou pas assez, sur des sources secondaires ou tertiaires indépendantes du sujet. Le texte peut contenir des analyses inexactes ou inédites de sources primaires.
Pour l'améliorer, ajoutez-en, ou placez des modèles {{Source secondaire souhaitée}} ou {{Source secondaire nécessaire}} sur les passages mal sourcés. (janvier 2024)
Dans une LFL plus forte que jamais, et malgré le recrutement d'un des meilleurs joueurs d'Europe, Rekkles, la Karmine Corp démarre mal le championnat, perdant quatre de ses six premiers matchs. Mais la 7ème et de la 8ème journée, jouées devant du public, remettent l'équipe en confiance et leur permettent de terminer deuxième de la saison régulière, à seulement une victoire des LDLC OL. Cependant, les play-offs de LFL seront un échec puisque balayé sèchement par LDLC OL 3-0 (jamais la Karmine n'avait perdu de BO5 sur ce score) dans la demi-finale des gagnants puis battus 3-1 par Team BDS Academy dans la demi-finale des perdants et terminent 3ème de cette saison de LFL. L’équipe est malgré tout qualifiée pour les Amazon European Masters et pourra défendra son double titre, mais devra passer par un tour supplémentaire. Après s'être baladé en phase préliminaire mais avoir bataillé pour arracher la première place de son groupe face à X7 Esports en phase de groupes, la KC monte en puissance en quarts-de-finale en battant l'équipe académique d'Unicorns of Love 3-1. Dans des European Masters complètement dominé par les équipes françaises, la Karmine Corp, portée par Cabochard, va réussir à battre Vitality.Bee en demi-finales 3-2 après avoir perdu les deux premières manches. Face à eux en finale, leur bourreau[style à revoir] en LFL : LDLC OL, champions de France et invaincus dans la compétition jusqu'alors est le favori. Après avoir concédé la première manche, la Karmine finit par prendre le dessus mentalement, poussant LDLC à commettre des erreurs en draft et en jeu, et remporte ses troisièmes Amazon European Masters de suite, les deuxièmes pour Cabochard.

## Résultats

### Escape the Ninjas Pandas
- 3e de la Paris Games Week 2013

### Heavy Botlane
- Quart de finaliste de la 16e semaine des EUW Challenger Series

### Coreplay
- Demi-finaliste de l'International Invitational Tournament #3

### Ninjas in Pyjamas
- Vainqueur du FACEIT Challenger Invitational #3
- Segment d'été des EUCS[note 3] 2014 :
  - 2e des Summer Series #2
  - Demi-finaliste des play-offs
- 2e du FACEIT Gamescom Challenge

### Gambit Gaming
- Vainqueur des IEM de Cologne Saison IX
- Quart de finaliste du championnat du monde des IEM Saison IX
- Segment de printemps des EU LCS 2015 :
  - 4e des play-offs
  - Quart de finaliste des play-offs
- Segment d'été des EU LCS 2015 :
  - 8e de la phase régulière
  - Maintien en EU LCS 2016 lors du tournoi de promotion/relégation

### Team Vitality
- Segment de printemps des EU LCS 2016 :
  - 3e de la phase régulière
  - Quart de finaliste des play-offs
- Segment d'été des EU LCS 2016 :
  - 7e de la phase régulière
- Segment de printemps des EU LCS 2017 :
  - 4e du Groupe B de la phase régulière
- Segment d'été des EU LCS 2017 :
  - 4e du Groupe B de la phase régulière
- Segment de printemps des EU LCS 2018 :
  - 4e de la phase régulière
  - 4e des play-offs
- Segment d'été des EU LCS 2018 :
  - 2e de la phase régulière
  - 3e des play-offs
- Elimination en phase de groupe des championnats du monde 2018
- Segment de printemps de LEC 2019 :
  - 5e de la phase régulière
  - Quart de finaliste des play-offs
- Segment d'été de LEC 2019 :
  - 6e de la phase régulière
  - Quart de finaliste des play-offs
- Segment de printemps de LEC 2020 :
  - 10e de la phase régulière
- Segment d'été de LEC 2020 :
  - 9e de la phase régulière

### Karmine Corp
- Segment d'été de LFL 2021 :
  - 1er de la phase régulière
  - Finaliste des play-offs
- Vainqueur du segment d'été des Amazon European Masters 2021
- Finaliste des Finales LFL 2021 :
- Segment de printemps de LFL 2022 :
  - Élu meilleur joueur
  - 2e de la phase régulière
  - 3e des play-offs
- Vainqueur du segment de printemps des Amazon European Masters 2022
- Segment d'été de LFL 2023 :
  - 1er de la phase régulière
  - Vainqueur de la LFL 2023
- Vainqueur du segment d'été des EMEA Masters 2023